# Březina (okres Jindřichův Hradec)
Březina (německy Bschesina) je obec v okrese Jindřichův Hradec v Jihočeském kraji. Žije zde 128 obyvatel. Ve vzdálenosti čtrnáct kilometrů leží západně město Soběslav, sedmnáct kilometrů severozápadně město Sezimovo Ústí, osmnáct kilometrů jižně město Jindřichův Hradec a devatenáct kilometrů jihozápadně město Veselí nad Lužnicí.

## Historie

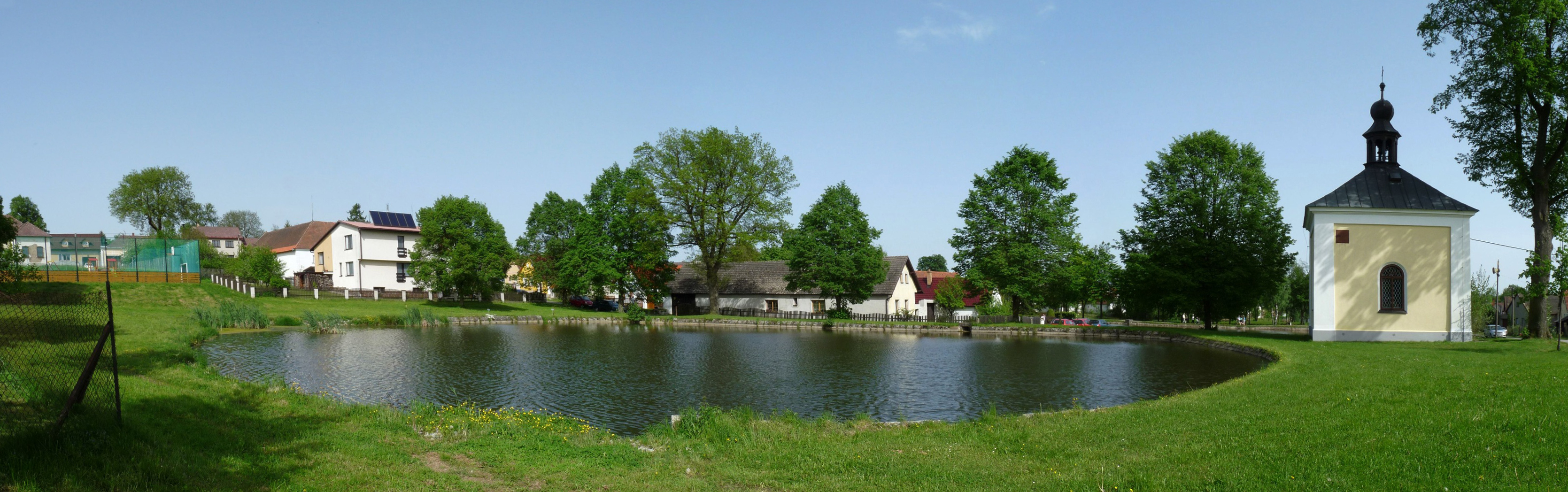
Rybník a kaple v obci

První písemná zmínka o obci pochází z roku 1294. Obec dostala své jméno podle místa, kde byl vykácen březový les. V roce 1930 zde žilo téměř 450 lidí, dnes je to zhruba třetina.

## Obyvatelstvo
| Rok            | 1869 | 1880 | 1890 | 1900 | 1910 | 1921 | 1930 | 1950 | 1961 | 1970 | 1980 | 1991 | 2001 | 2011 | 2021 |
| -------------- | ---- | ---- | ---- | ---- | ---- | ---- | ---- | ---- | ---- | ---- | ---- | ---- | ---- | ---- | ---- |
| Počet obyvatel | 647  | 637  | 604  | 607  | 623  | 544  | 449  | 353  | 318  | 279  | 232  | 183  | 159  | 135  | 113  |
| Počet domů     | 96   | 99   | 99   | 96   | 94   | 94   | 91   | 90   | 80   | 74   | 69   | 81   | 87   | 89   | 87   |

## Obecní správa
Mezi lety 1850–1976 byla Březina obcí v okrese Pelhřimov (1850–1930), posléze v okrese Kamenice nad Lipou (1950) a později v okrese Jindřichův Hradec. Od 30. dubna 1976 do 30. června 1990 patřila jako část města k Deštné a od 1. července 1990 je opět samostatnou obcí. V letech 1850–1960 k obci patřila Lipovka.

## Charakteristika

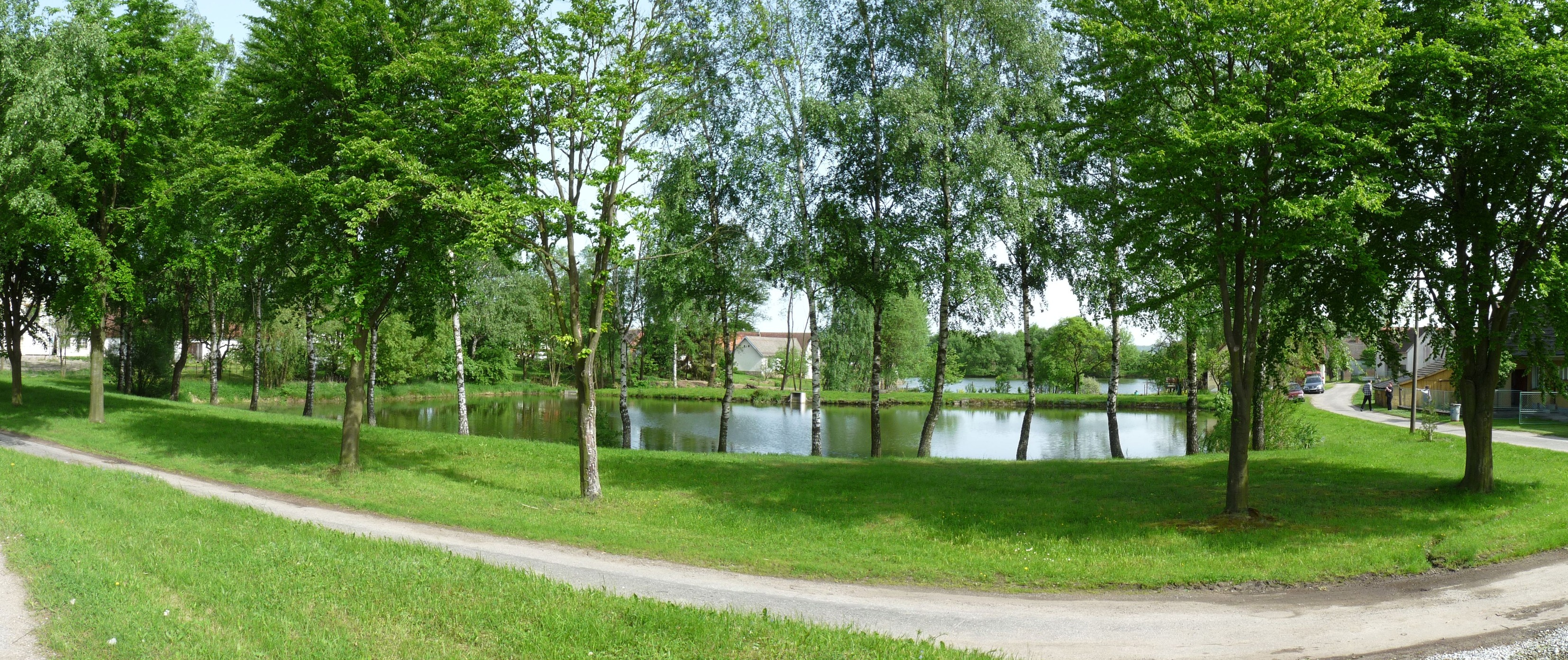
Další rybník

Charakteristickým pro obec je řada šesti menších rybníků ležící přímo v jejím jádru kaskádovitě za sebou. Poblíž jednoho z nich, ve středu obce, stojí kaple svatého Jana Nepomuckého z roku 1867. Obytná stavení jsou rozestavěná po obvodu a vesnice tak má uzavřený tvar, který vynikne při pohledu z výšky. Tato stavení obvykle mívají kromě obytné části také hospodářské prostory, stodolu, uprostřed dvorek a vzadu za domem („za humny“) zahradu.
Březina leží na klidném místě, mimo hlavní dopravní tahy a v její bezprostřední blízkosti není žádné větší město ani průmyslový závod. V obci funguje obchod se smíšeným zbožím a restaurace, z organizací pak spolek dobrovolných hasičů a myslivců.

## Hospodářství
V minulosti se většina obyvatel této oblasti živila zemědělstvím. Vzhledem k poloze (nadmořská výška přes 500 metrů) se zde dobře daří bramborám, ale pěstuje se zde také obilí, kukuřice, řepka olejná a některé další plodiny a chová se dobytek. Zemědělské družstvo je i v současnosti největším místním zaměstnavatelem, ale zvýšil se počet lidí pracujících v jiných profesích.

## Pamětihodnosti
- Kaple svatého Jana Nepomuckého na návsi
- Kaplička svatého Jana Křtitele při silnici do Deštné u čp. 3
- Výklenková kaplička v plotu předzahrádky v čp. 11
- Boží muka při silnici do Drunče